# Legendary (jogo eletrônico)
Legendary(anteriormente conhecido como Legendary: The Box) é um jogo eletrônico do gênero Tiro em primeira pessoa desenvolvido pela Spark Unlimited e publicado nos Estados Unidos pela Gamecock Media Group e no Reino Unido pela Atari.
O jogo é ambientado em Nova York e Londres. O protagonista é um ladrão profissional chamado Charles Deckard, que é contratado por uma misteriosa organização conhecida como a Ordem Negra para roubar um artefato de um museu de Nova York que acaba por ser a lendária Caixa de Pandora. Sem saber da natureza da caixa, Deckard abre, liberando todos os tipos de criaturas mitológicas em todo o mundo, bem como ele recebe um estranho poder (o Signet), que poderia ser a chave para resolver esta crise.